# Polje (fizika)
Polje je v fiziki pojem, ki vsaki točki prostor-časa pripisuje vrednost neke fizikalne količine. Polje je v odvisnosti od tega kakšna je fizikalna količina, ki jo pripišemo vsaki točki tega polja, lahko skalarno (npr. temperaturno polje), vektorsko (lahko mu v vsaki točki določimo jakost in smer, npr. električno in magnetno polje), tenzorsko ali spinorno. Polje je področje na katerem lahko opazimo delovanje sile na telesa, ki imajo določene značilnosti (na primer: naboj, maso). Običajno ta sila deluje na daljavo in skozi prazen prostor. 
Običajno se obravnava polje kot, da se razteza po celotnem vesolju. V resnici pa jakost vsakega polja pada tako, da na neki razdalji lahko rečemo, da ga ni več. V vakuumu ni snovi, so pa polja. 
Nekatera polja imenujemo osnovna, ki so temelj osnovnim silam. To so polja iz katerih izhajajo vsa ostala polja. V začetku so poznali samo delovanje (interakcije), ki ga je povzročalo električno ali magnetno polje. Ti dve polji so pozneje zdužili v enotno elektromagnetno polje. Razen tega je znano še gravitacijsko polje, šibko polje in močno polje (polje jedrskih sil). Šibko polje in elektromagnetno polje so združili v elektrošibko polje. Potekajo pa močne težnje, da bi vse sile združili v eno vrsto naravnih sil (teorija velikega poenotenja).

## Vrste polj
- skalarno polje
  - Higgsovo polje
- vektorsko polje
- tenzorsko polje
  - centralno polje
  - gradientno polje
  - kompleksno lamelarno vektorsko polje
- spinorno polje
- elektrošibko polje
  - elektromagnetno polje
    - električno polje
      - elektrostatično polje
      - homogeno električno polje
      - nehomogeno električno polje

    - magnetno polje
      - zemeljsko magnetno polje

  - šibko polje
- močno polje
- gravitacijsko (težnostno) polje
  - zemeljsko gravitacijsko polje
  - sončevo gravitacijsko polje